# Francesco Sangiorgi
Francesco Sangiorgi (Poggibonsi, 23 novembre 1860 – ...) è stato un politico e avvocato italiano.

## Biografia
Figlio di un proprietario terriero, si laureò in giurisprudenza nel 1882, fu sindaco di Firenze dal 1907 al 1909. Fu il primo sindaco borghese di Firenze. Istituì, nel 1907, l'Ufficio Belle Arti e Antichità del Comune di Firenze che riuniva le competenze in materia prima sparse in diversi uffici.